# Ablepharus pannonicus
Espèce
Synonymes
- Scincus pannonicus Fitzinger, 1823
- Blepharosteres agilis Stoliczka, 1872
- Ablepharus pusillus Blanford, 1874
- Ablepharus brandti Strauch, 1868
- Ablepharus persicus Nikolsky, 1905

Ablepharus pannonicus est une espèce de sauriens de la famille des Scincidae.

## Répartition
Cette espèce se rencontre en Géorgie, dans le Sud du Turkménistan, dans le Sud du Tadjikistan, en Ouzbékistan, au Kirghizstan, dans l'ouest de l'Azerbaïdjan, en Iran, en Irak, à Oman, en Afghanistan, au Pakistan, en Jordanie, en Syrie, aux Émirats arabes unis et dans le nord-ouest de l'Inde.

## Étymologie
Le nom de cette espèce, pannonicus, fait référence à la Pannonie, une ancienne ancienne région de l'Europe centrale.

## Publication originale
- Lichtenstein, 1823 : Verzeichniss der Doubletten des Zoologischen Museums der Königlichen Friedrich-Wilhelm-Universität zu Berlin nebst Beschreibung vieler bisher unbekannter Arten von Säugethieren, Vögeln, Amphibien und Fischen. Königlich Preussische Akademie der Wissenschaften, Berlin, p. 1-118 (texte intégral).